# Лукка (провінція)
Провінція Лукка (італ. Provincia di Lucca) — провінція в Італії, у регіоні Тоскана. 
Площа провінції — 1 773 км², населення — 394 636 осіб.
Столицею провінції є місто Лукка.

## Географія
Межує на заході з Лігурійським морем і з провінцією Масса-Каррара, на півночі з регіоном Емілія-Романья (провінцією Реджо-Емілія і провінцією Модена), на сході з провінцією Пістоя і провінцією Флоренція, на півдні з провінцією Піза.

## Основні муніципалітети
Найбільші за кількістю мешканців муніципалітети (ISTAT):
- Лукка - 85.984 осіб
- В'яреджо - 63.276 осіб
- Капаннорі - 42.849 осіб
- Камаіоре - 31.221 осіб
- П'єтразанта - 24.609 осіб